# 新巴23A線
新巴23A線是香港島的一條已停駛日間巴士路線，提供空調巴士服務，循環行走勵德邨與羅便臣道之間。

## 歷史
- 1974年4月16日：路線投入服務，循環來往銅鑼灣摩頓台及羅便臣道之間，並由中巴經營，只於平日早上至黃昏提供服務。
- 1975年8月11日：路線總站由銅鑼灣摩頓台延長至勵德邨，並改為每天早上至黃昏服務。
- 1998年9月1日：路線改由新巴營辦。
- 2009年12月5日：往勵德邨方向，改由花園道經天橋直往金鐘道，不再經下亞厘畢道、雪廠街及遮打道／德輔道中（港鐵中環站）。
- 2013年7月14日：落實《2012-13年度中西區巴士路線發展計劃》的建議，此線取消服務，由城巴12線及新巴26線的轉乘優惠取代。[1]

## 服務時間及班次
勵德邨開：
- 星期一至六：06:19-19:30（11-25分鐘一班）
- 星期日及公眾假期：06:24-19:42（17-25分鐘一班）

## 收費
全程：$5
- 史釗域道往勵德邨：$4.1

| - 本線設有12歲以下小童及65歲或以上長者半價優惠。 - 65歲或以上香港居民使用「樂悠咭」，以及12歲以下合資格殘疾兒童使用「殘疾人士身份」個人八達通繳付車資，均可享有每程$2.0或半價（以較低者為準）的票價優惠；12至64歲合資格殘疾人士使用「殘疾人士身份」個人八達通（包括「樂悠咭」），以及60至64歲香港居民使用「樂悠咭」繳付車資，均可享有每程$2.0或全費（以較低者為準）的票價優惠。 - 65歲或以上長者如使用長者或一般個人八達通繳付車資，則只可享有半價優惠；12至64歲合資格殘疾人士如不使用「殘疾人士身份」個人八達通，以及60至64歲人士如不使用「樂悠咭」繳付車資，必須繳付全費。 - 乘客可以現金或八達通於上車時付款，不設找續。 |

## 行車里數及時間
23A線全程行車里數約14.6公里，行車時間約86分鐘。

## 停站
| 勵德邨開 | 勵德邨開         | 勵德邨開       |        |
| 序號     | 車站名稱         | 位置           |        |
| -------- | ---------------- | -------------- | ------ |
| 1        | 勵德邨巴士總站   | 勵德邨巴士總站 |        |
| 2        | 勵德邨邨榮樓     | 勵德邨道       |        |
| 3        | 利群道           | 大坑道         |        |
| 4        | 豪園             | 大坑道         |        |
| 5        | 香港中央圖書館   | 摩頓台         |        |
| 6        | 希慎廣場         | 軒尼詩道       |        |
| 7        | 堅拿道東         | 軒尼詩道       |        |
| 8        | 北海中心         | 軒尼詩道       |        |
| 9        | 軒尼詩道官立小學 | 軒尼詩道       |        |
| 10       | 修頓球場         | 軒尼詩道       |        |
| 11       | 衛蘭軒           | 軒尼詩道       |        |
| 12       | 太古廣場         | 金鐘道         |        |
| 13       | 匯豐總行大廈     | 皇后大道中     |        |
| 14       | 蘭桂坊           | 德己立街       |        |
| 15       | 擺花街           | 擺花街         | 擺花街 |
| 16       | 舊中區警署       | 荷李活道       |        |
| 17       | 中央廣場         | 亞畢諾道       |        |
| 18       | 明愛中心         | 堅道           |        |
| 19       | 孫中山紀念館     | 堅道           |        |
| 20       | 樓梯街           | 堅道           |        |
| 21       | 西摩道           | 堅道           |        |
| 22       | 寶玉閣           | 西摩道         |        |
| 23       | 衛城道           | 西摩道         |        |
| 24       | 羅便臣道         | 西摩道         |        |
| 25       | 高主教書院       | 羅便臣道       |        |
| 26       | 花園台           | 羅便臣道       |        |
| 27       | 香港動植物公園   | 花園道         |        |
| 28       | 聖約翰座堂       | 花園道         |        |
| 29       | 金鐘站           | 金鐘道         |        |
| 30       | 盧押道           | 軒尼詩道       |        |
| 31       | 史釗域道         | 軒尼詩道       |        |
| 32       | 杜老誌道         | 軒尼詩道       |        |
| 33       | 灣仔消防局       | 軒尼詩道       |        |
| 34       | 百德新街         | 怡和街         |        |
| 35       | 聖保祿醫院       | 銅鑼灣道       |        |
| 36       | 豪園             | 大坑道         |        |
| 37       | 光明臺           | 大坑道         |        |
| 38       | 勵德邨德全樓     | 勵德邨道       |        |
| 39       | 勵德邨巴士總站   | 勵德邨巴士總站 |        |